# Marta Wieliczko
Marta Wieliczko, född 1 oktober 1994, är en polsk roddare.
Wieliczko tog silver tillsammans med Agnieszka Kobus, Maria Sajdak och Katarzyna Zillmann i scullerfyra vid olympiska sommarspelen 2020 i Tokyo.